# Odoorn

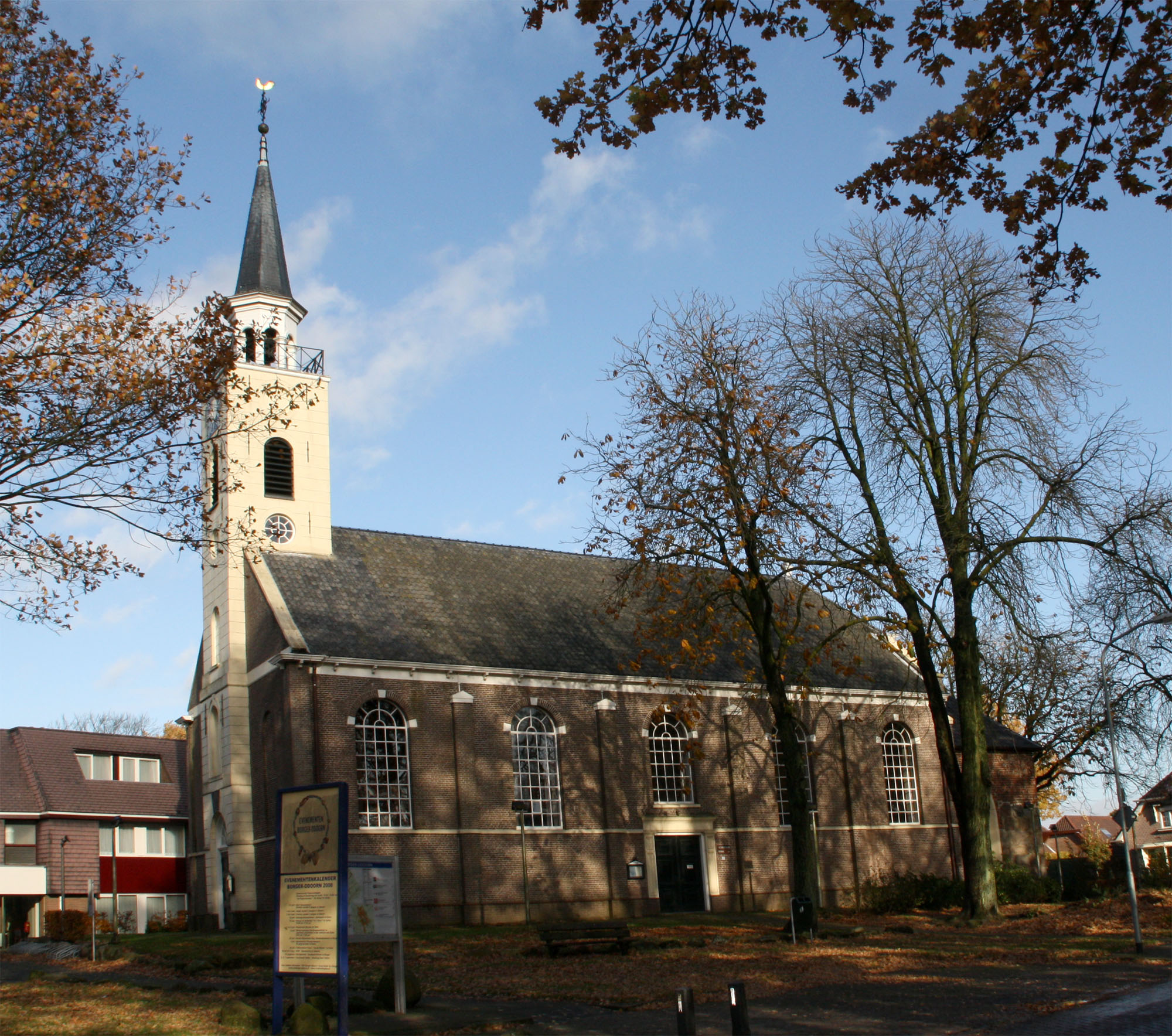
Margarethakerk

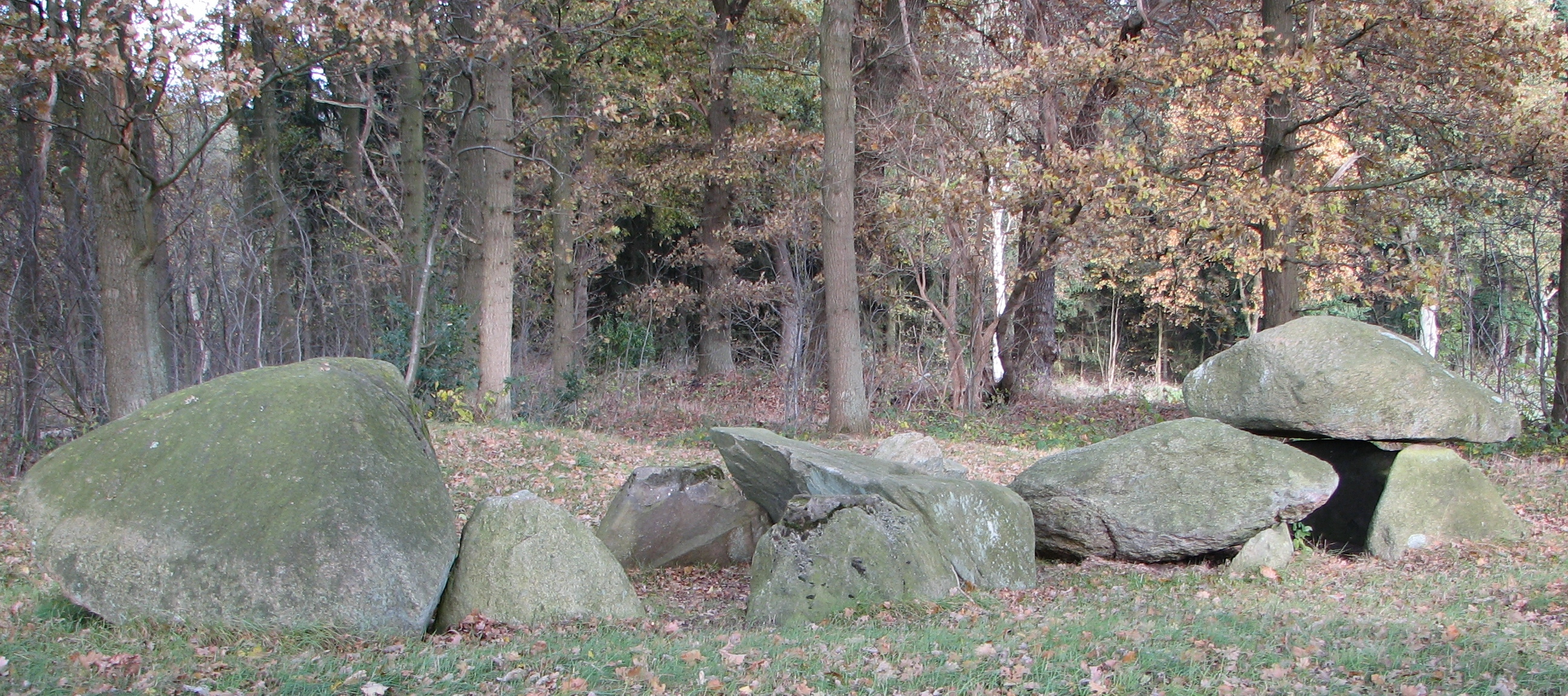
Hunebed D32

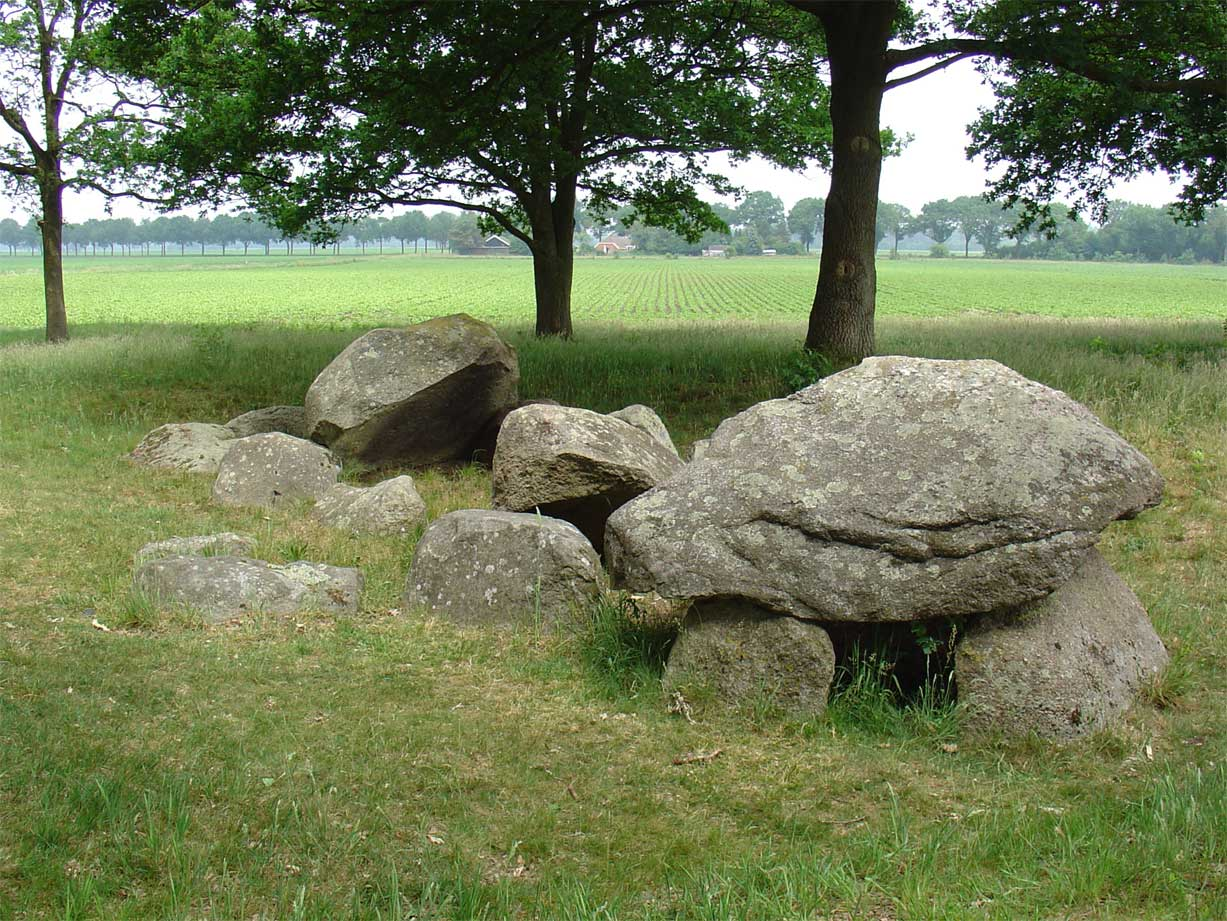
Hunebed D34

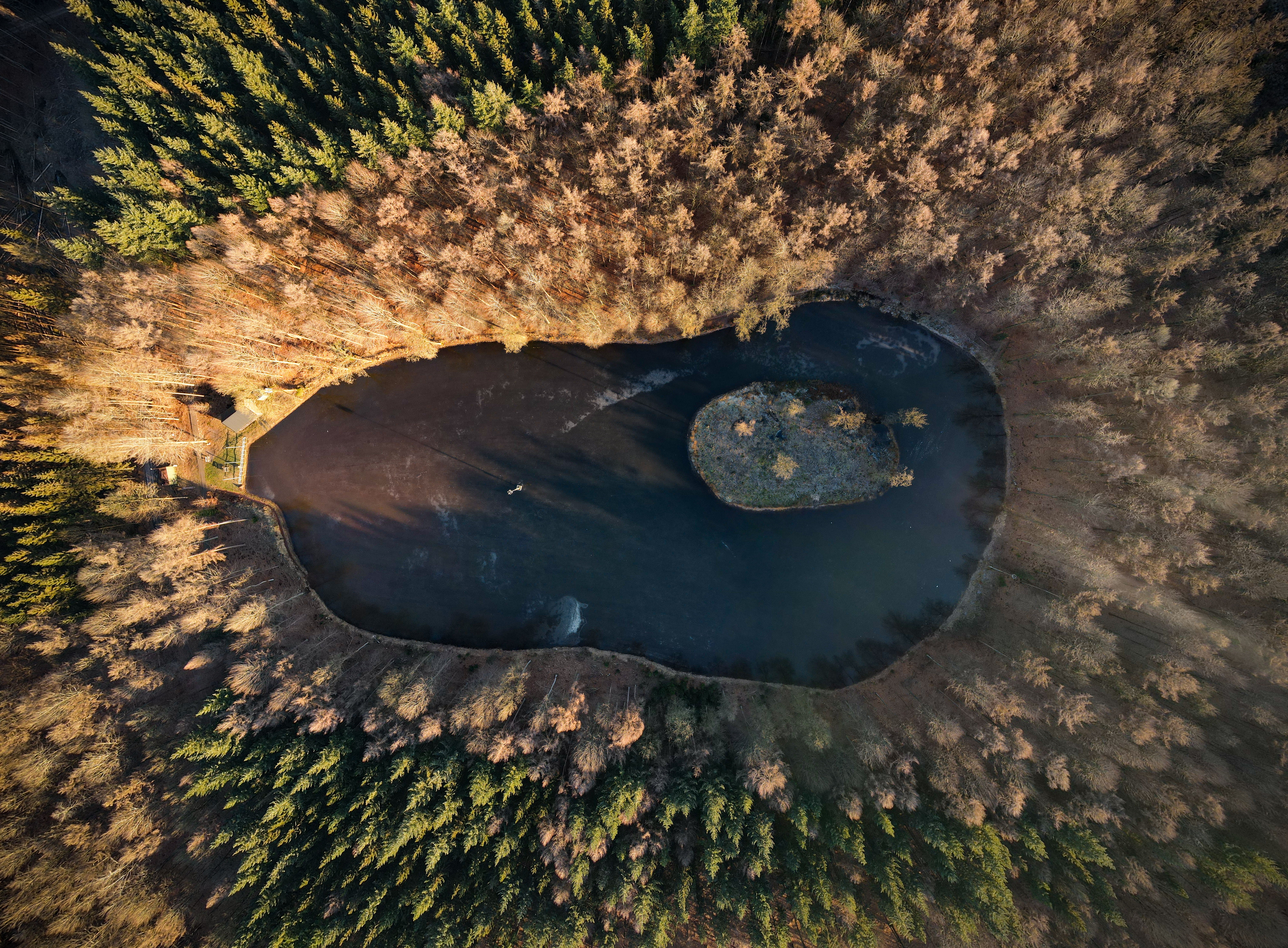
Natuurijsbaan

Odoorn (Drents: Oring) is een plaats in de gemeente Borger-Odoorn, in de provincie Drenthe (Nederland). Odoorn telde (volgens informatie van de gemeente Borger-Odoorn) op 1 januari 2023 1.910 inwoners. Volgens Van Berkel en Samplonius is de naam Odoorn via Oreng of Oeringe en Odering afgeleid van de persoonsnaam Odheri.

## Geschiedenis
Het oudste document waarin de naam Odoorn verschijnt, is een bezegelde brief van 2 juli 1327 van het klooster Ten Nije Lichte. In een brief uit 1376 komen we de naam Odoorn opnieuw tegen, luidend als Oderen. In een handschrift van 1548 verschijnt de uitdrukking "den pastoer van Oderen". In handschriften uit 1393, 1431 en 1546 luidt de naam respectievelijk Odern, Oederen en "den borgen van Oideren".
Odoorn, een esdorp, had tot ver in de achttiende eeuw uitsluitend een boerenbevolking. Zelfs de burgemeester, de dominee en de schoolmeester waren tegelijkertijd boer.
Odoorn was het hoofd- en kerkdorp van het gelijknamige kerspel. Binnen het kerspel was het echter niet de grootste plaats. In 1612 telde Exloo 112 inwoners en Odoorn 92. In 1808 had de gehele gemeente Odoorn 930 inwoners, waarmee het een van de kleinste gemeenten van Drenthe was. In 1835 verhuisde het bestuurlijk centrum van Valthe naar Odoorn, maar na 35 jaar, in 1870, werd het gemeentehuis alweer naar Exloo verplaatst. Ondanks diverse pogingen om het gemeentehuis weer terug in Odoorn te krijgen, is dit nooit gelukt. Ook het gemeentehuis van de nieuwe gemeente Borger-Odoorn werd, na veel discussie, in Exloo gevestigd.

## Bezienswaardigheden

### De kerk van Odoorn
In 1857 werd er een nieuwe, grotere kerk tegen het oude koor gebouwd, die in 1897 afbrandde. Het huidige gebouw stamt uit 1898. Het koor is afkomstig van de Margarethakerk uit de 12e eeuw. De oude kerk, gewijd aan de heilige Margaretha en nu in gebruik als consistoriekamer, is opgetrokken met een materiaal dat slechts zelden bij Nederlandse kerken wordt aangetroffen: granieten zwerfstenen. De muur bestaat tot ongeveer 3,75 meter hoogte uit deze gespleten en behakte stenen, en daarboven uit baksteen. In 1861 werd er een kerkorgel vervaardigd door de orgelbouwer Petrus van Oeckelen, dat bij de brand in 1897 verloren ging. Petrus' zoons, Cornelis A. en Antonius van Oeckelen, leverden in 1899 het huidige tweeklaviers orgel.

### Overige
Verdere bezienswaardigheden in Odoorn zijn onder andere hunebedden en een grafheuvel uit de steentijd. Daarnaast is Odoorn de thuisbasis van de Drentse Wandel 4-daagse. Tussen 1985 en 2016 vond in het dorp het SIVO Wereld Dans en Muziek Festival plaats.
Het Ds van Lunzenhuis is in 1860 als armenhuis gebouwd. Het gebouw is een rijksmonument.

## Geboren in Odoorn
- Franciscus Lieftinck (1835-1917), politicus
- Bé Lutken (1940-2016), korpschef Rotterdam-Rijnmond